# Yoichi Uetake
Yoichi Uetake – japoński matematyk, doktor habilitowany nauk matematycznych. 

## Życiorys
Specjalizuje się w teorii liczb, geometrii arytmetycznej, teorii rozpraszania oraz teorii operatorów. Adiunkt na Wydziale Matematyki i Informatyki Uniwersytetu im. Adama Mickiewicza w Poznaniu, gdzie pracuje w Zakładzie Arytmetycznej Geometrii Algebraicznej. Habilitował się w 2011 na podstawie oceny dorobku naukowego i pracy pt. Spektralna teoria rozpraszania dla funkcji automorficznych. Artykuły publikował w takich czasopismach jak m.in. "Integral Equations and Operator Theory", "International Journal of Control" oraz "IEEE Transactions on Automatic Control".